# Dina Ögon
Dina Ögon è un gruppo musicale svedese formatosi nel 2020. È costituito dai musicisti Anna Ahnlund, Daniel Ögren, Love Örsan e Christopher Cantillo.

## Storia del gruppo
I Dina Ögon sono saliti alla ribalta col secondo album in studio Oas, premiato con due Grammis. Hanno ottenuto il loro primo piazzamento nella Sverigetopplistan col terzo LP Orion (2024), arrivato 11º e anch'esso candidato per un premio Grammis.

## Formazione
- Anna Ahnlund – voce, chitarra
- Daniel Ögren – chitarra
- Love Örsan – basso
- Christopher Cantillo – batteria

## Discografia

### Album in studio
- 2021 – Dina Ögon
- 2023 – Oas
- 2024 – Orion

### Singoli
- 2022 – Tombola 94
- 2022 – Oas
- 2023 – Mormor
- 2023 – Mellan slagen (con Broder John)
- 2023 – Glitter
- 2023 – Fri till slut (con Seinabo Sey)
- 2023 – Det läcker